# Jezdecké sedlo

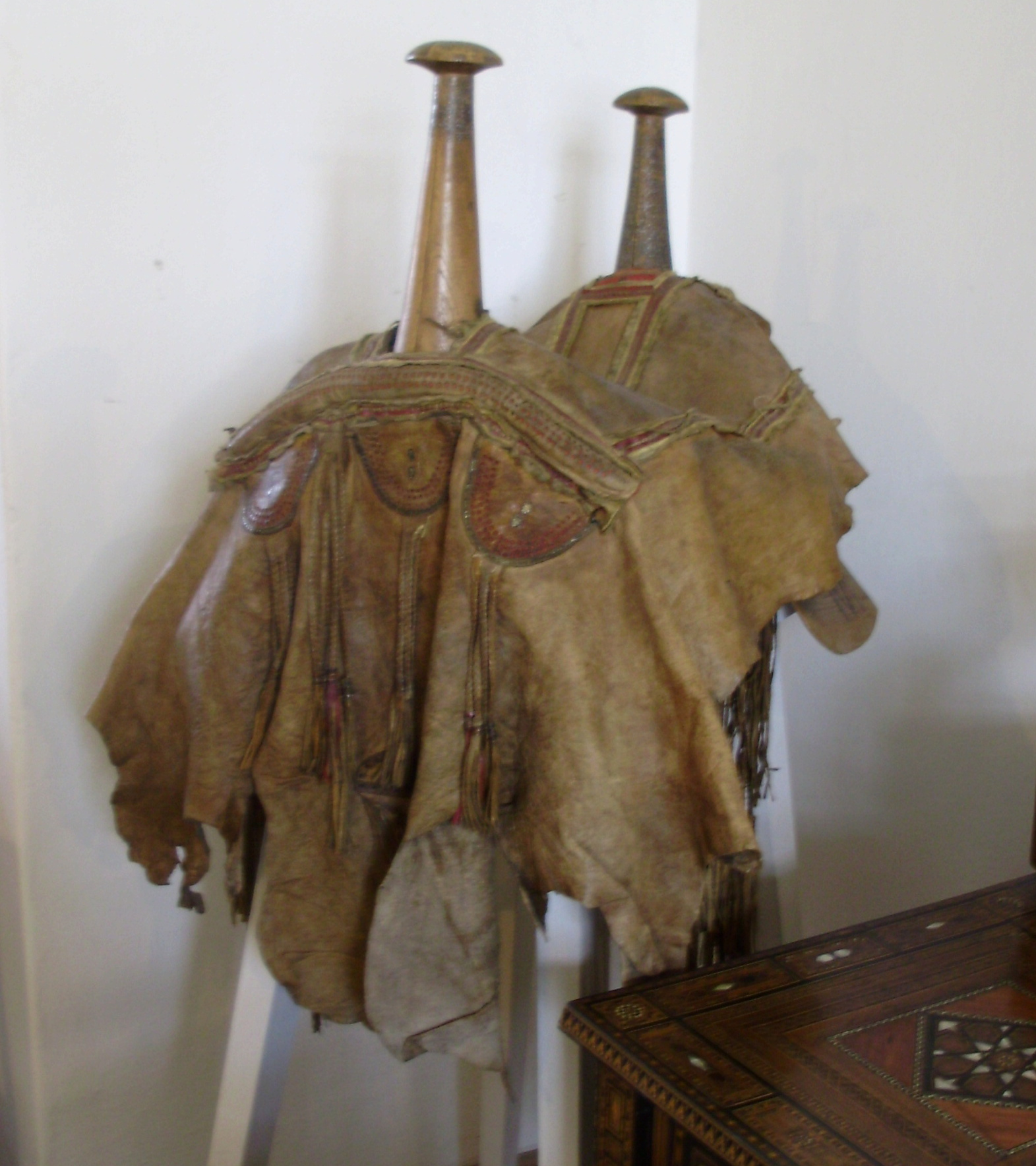
Velbloudí sedlo

Sedlo ve smyslu postroje pro zvíře je podpůrná struktura pro jezdce nebo jiné zatížení, která se umisťuje na zvíře, aby toto zatížení bylo na zvířeti lépe rozloženo a upevněno. Sedla se většinou vyrábějí z kůže nebo ze syntetických hmot.
Klasické jezdecké sedlo je ergonomicky upravená pomůcka ulehčující člověku (jezdci) jízdu na nějakém zvířeti. V našich krajích se nejčastěji jedná o jízdu na koni, v jiných zemích se může jednat i o jízdu na velbloudovi, slonovi či dalších zvířatech. Sedlo se připevňuje zvířeti šetrným způsobem na záda pomocí soustavy plochých látkových pásů, textilních popruhů či měkkých řemenů.

## Historie
I když je pravděpodobné, že k prvním pokusům o jízdu na koni docházelo krátce po začátku jeho domestifikace, nemáme žádné textové ani obrazové důkazy o ježdění na koni v době starší než 1500 př. n. l.
Na koních se dlouho jezdilo bez sedel, někdy se pro tyto účely používala látka nebo pokrývka.
První důkazy o jednoduchých postrojích (kolem koně upevněný pruh látky), které předcházely vzniku moderního sedla pocházejí z Asýrie z doby 800–700 př. n. l. Rovněž Skythové používali postroj připomínající sedlo, který byl zdobený a čalouněný, ovšem bez pevné konstrukce a bez třmenů. Tyto rané formy sedel zvyšovaly ochranu a pohodlí jezdce, ale jen s malým nárůstem bezpečnosti samotné jízdy.
Rovněž Sarmati (kolem roku 300 př. n. l.) užívali sedla doplněná o další popruhy přidržující sedlo na místě. Sedla pro jízdu na velbloudech a slonech se objevila přibližně ve stejné době.
Vývoj sedel s pevnou konstrukcí byl motivován snahou rozložit lépe váhu jezdce na koňském hřbetu a zvýšit tak pohodlí a výdrž koně. Vynález pevného sedla umožnil také rozvoj skutečného třmenu, jak jej známe dnes. Bez pevného sedla vytváří jezdec váhou ve třmenech místa na hřbetě koně zatížená vysokým a často bolestivým tlakem. Termografické studie studující používání sedel bez pevné konstrukce ukazují na velké tření na středové linii koňského hřbetu.

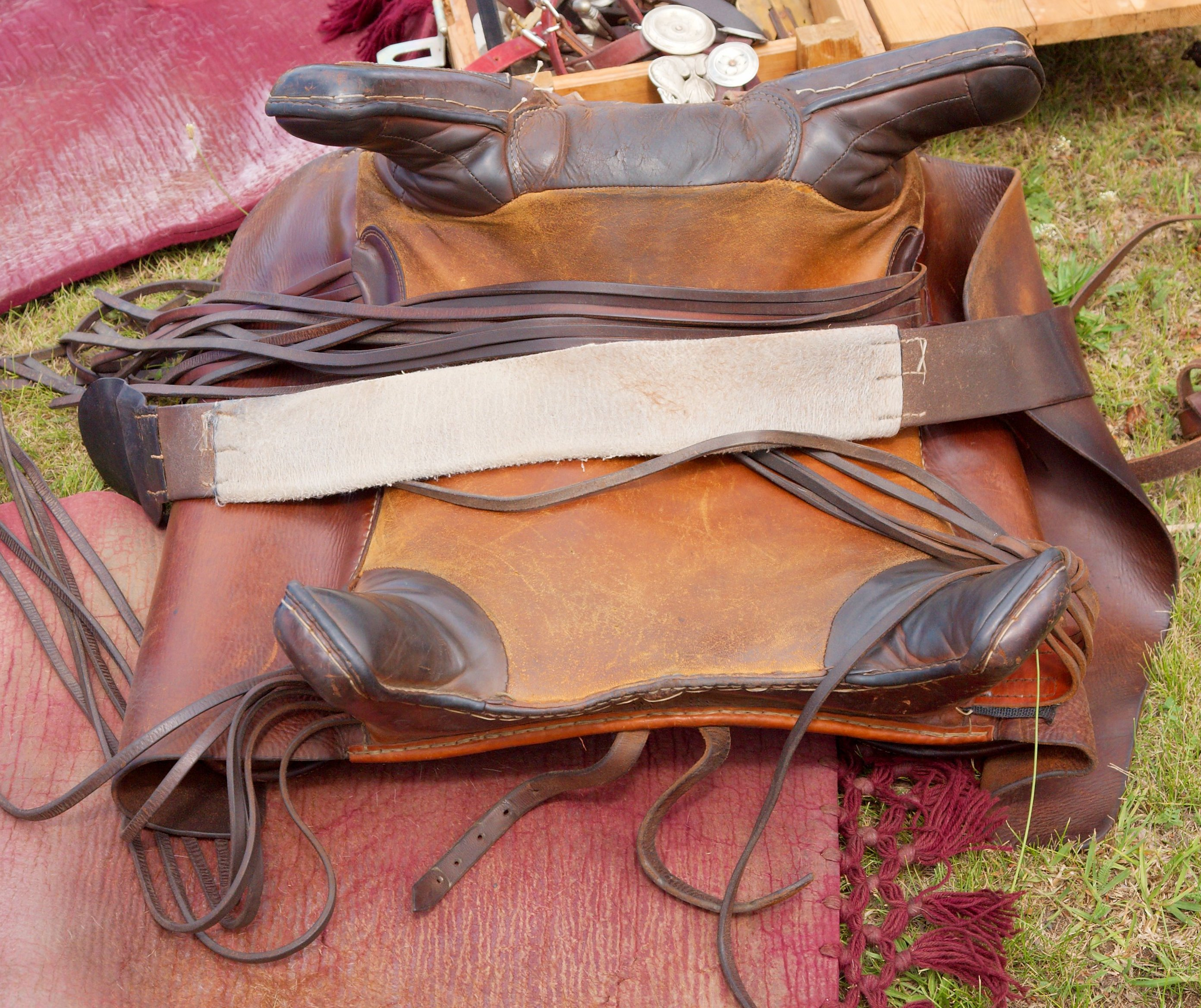
Rekonstrukce římského vojenského sedla (čtyřrohé sedlo)

V Asii byla pevná sedla s dřevěným rámem známa již cca 200 př. n. l. Jako jedni prvních na západě použili pevná (čtyřrohá) sedla Římané v prvním století př. n. l.. Ani tato sedla ještě neměla třmeny.
Vynález třmenu byl jedním z milníků historie. První třmenu podobné postroje pocházejí z Indie ve druhém století před naším letopočtem. Byl to jen jednoduchý kožený pásek do kterého se umisťovala špička nohy jezdce. Vynálezci idey moderního třmenu jsou patrně kočovné kmeny v severní Číně, ale první spolehlivý důkaz pochází z Číny z hrobky dynastie Jin asi 302 n. l. Jedná se o keramiku s vyobrazením jezdce se třmeny nalezenou v hrobě v Changsha (Hunan).
Do roku 477 dosáhlo používání třmenů rozšíření po celé Číně a odtud se pak začalo šířit do Evropy..
Přenos třmenů na západ byl zprostředkován migrací divokého kmene známého v Evropě pod názvem Avaři. Asi v polovině šestého století byli vyhnáni z původních sídel a začali migrovat směrem na západ. Avaři představovali vážné ohrožení Byzantské říše. Jejich jízda byla díky používání třmenů velmi efektivní. V reakci na toto ohrožení vydal roku 580 n. l. císař Flavius Mauricius Tiberius vojenský manuál Strategtkon s popisem jízdní techniky, kde se o nutnosti používat třmeny výslovně zmiňuje. Je to první zmínka o třmenech v evropské literatuře.
Použití třmenů je doloženo u Vikingů a Langobardů, ale konvenční evropské armády toto vybavení nepřijaly dříve, než v raném středověku. Možným důvodem byl nedostatek metalurgických znalostí. Třmeny se musely dlouhou dobu vyrábět pracnou technikou tepání železa než se technologie lití zlepšila natolik, aby bylo možné zahájit masovou výrobu třmenů touto levnou cestou.

## Druhy koňských sedel
V jezdectví se používá několik druhů sedel přizpůsobených příslušnému účelu respektive dané jezdecké disciplíně:
- školní (výcvikové)
- drezurní - má zvýšenou zadní rozsochu, hlubší posedlí, svisle spuštěné a více vystouplé bočnice. Tento typ sedla umožňuje hlubší a stabilnější sed, to slouží k přesnějšímu působení sedu na koně. Zároveň sedlo je velmi pohodlné, i při jízdě v terénu. Jezdec obvykle používá delší třmeny. Sedlo není vhodné pro mladé koně, protože málo rozkládá váhu jezdce. Nedoporučuje se začátečníkovi jako jediné sedlo, protože ho nenaučí rovnováze, tu mu drží sedlo "samo".
- dostihové
- parkurové
- lovecké
- westernové
- dámské
- vojenské

## Sedla s kostrou
Klasická sedla jsou obecně vyráběna s tuhou kostrou, která sedlo nese, udržuje jeho tvar a rozkládá hmotnost jezdce. Kostra bývá dřevěná nebo ocelová. Nevýhodou těchto koster je to, že sedlo má pevný tvar a nedovoluje koni správně vyklenout hřbet, omezuje jeho pohyb při ohnutí do stran, a pokud sedlo „nesedne“, způsobuje koni nepříjemné otlaky, které až mohou způsobit trvalé poškození. Proto je u sedel vybavených kostrou velmi důležitý správný výběr sedla - pokud ovšem kůň zhubne nebo se zakulatí, sedlo mu opět nevyhovuje.

## Bezkostrové sedlo
Bezkostrové sedlo je moderní koňské jezdecké sedlo bez tuhé konstrukce.
V poslední době se zvýšenou měrou začínají prosazovat právě sedla bezkostrová. Hlavním důvodem je snaha člověka vrátit se zpět ke kořenům a začít se k dalším živým bytostem chovat šetrně a ohleduplně.
Kůň pod jezdcem potřebuje možnost ohnout páteř do stran a vyklenout hřbet tak, aby mohl lépe nést váhu jezdce. Je-li osedlán sedlem s tuhou kostrou, sedlo se nemůže přizpůsobit jeho pohybům a při některých pohybech ho tlačí.
Předností sedel bez tuhých koster bývá také nižší hmotnost, protože postrádají tuhou (a těžkou) konstrukci. Rozložení váhy jezdce se provádí jinými způsoby: gelovými nebo pěnovými podložkami. Podle zkušeností jezdců mají jezdci úzký kontakt s koněm podobně jako na neosedlaném koni a současně bezpečí hlubokého sedla.
V Evropě jsou běžná sedla Barefoot, Nomad nebo Freeform.

### Barefoot

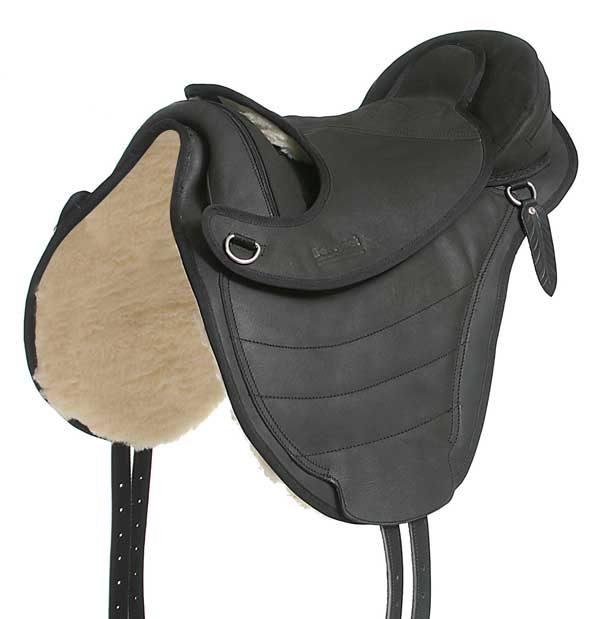
Sedlo Cheyenne - trekkingové
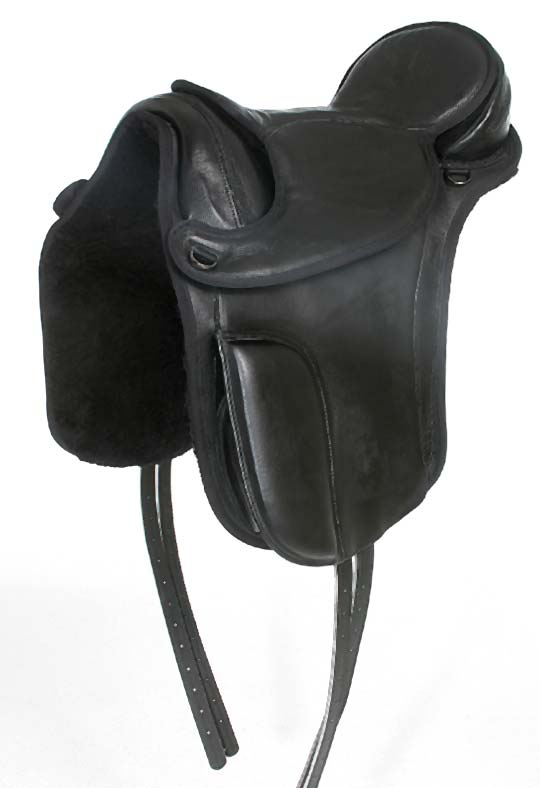
Sedlo London - drezurní
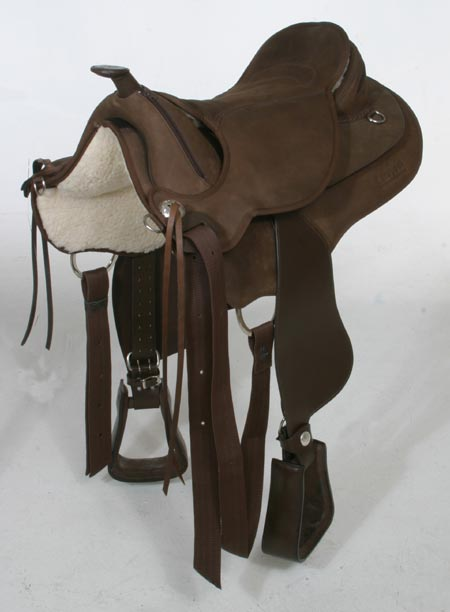
Sedlo Arizona - westernové

Sedla Barefoot byla vyvinuta koňskou fyzioterapeutkou. Nijak neomezují volný pohyb koně, jeho ohnutí do stran, vyklenutí hřbetu pod jezdcem. Nikde netlačí, a jsou proto šetrná ke koňskému hřbetu. Díky tomu se osvědčila i pro mladé koně při výcviku. Vyrábějí se jako trekkingová, drezurní a westernová.
Nejsou vhodná jako skoková sedla.

### Nomád
Sedla Nomad mají podobné vlastnosti jako Barefoot, vyrábějí se k turistickému ježdění.